# Jean Meschinot
Jean Meschinot (Mortiers, 1420-1491) fue un poeta bretón de lengua francesa en la corte de los duques de Bretaña. 
Perteneciente a la pequeña nobleza, fue escudero de la casa ducal con Juan V, y gozó del favor de los duques Pedro II y Arturo III, para los que compuso rondós y baladas. Cuando estaba a punto de convertirse en "poeta oficial" cae en desgracia ante el duque Francisco II, por lo que se ve muy afectado. 
Pasa al servicio de la joven Ana de Bretaña a partir de 1488. Morirá en 1491 antes del matrimonio de Ana, por lo que no llegará a conocer la anexión de Bretaña.

## Representación en un manuscrito
El poeta está representado en un manuscrito en el que se encuentran sus poesías (manuscrito 24314 de la Biblioteca Nacional de Francia sentado en un sillón de su biblioteca.

## Acerca de su obra
Compuso baladas y rondós. Su obra más importante es Lentes de los Príncipes (1461-1464), un poema didáctico moral que une prosa y verso, impreso después de su muerte, en 1493. Históricamente fue el primer libro impreso en Nantes, ya que la aparición de la imprenta en dicha ciudad tardó más que en otras ciudades bretonas como Tréguier o Rennes.
El poeta está considerado entre los "Grandes Retóricos" del siglo XV, por sus innovaciones formales.
Su poema Princes qui mains tenez ha sido musicado por el grupo de folclore bretón Tri Yann.